# Inter FA
El Inter FA (cuyo nombre completo es Internacional Formando Atletas) es un club de fútbol salvadoreño con sede en  Santa Tecla. Fue fundado el 12 de junio de  2019 y debutará en la Primera División de El Salvador a partir del Torneo Apertura 2025.

## Historia
Inter FA fue fundado como equipo en el año 2025 como parte de un proyecto deportivo impulsado por la Fundación Formando un Atleta de El Salvador, una organización dedicada al desarrollo integral de jóvenes talentos en el país. El club refleja en su nombre su misión formativa, enfocada en el crecimiento técnico, físico y personal de los atletas.
El equipo ingresó oficialmente a la Primera División de El Salvador para disputar el Torneo Apertura 2025, tras adquirir la plaza del histórico Club Deportivo Dragón, con sede en San Miguel.
El Inter FA fue presentado oficialmente el jueves 12 de junio en un evento donde dio a conocer su estructura deportiva y su identidad institucional. El club también dio a conocer su innovador modelo de negocio, enfocado en la promoción del espectáculo y el acercamiento con la afición. Todas las entradas para los partidos de local serán gratuitas, con excepción de los encuentros ante los equipos tradicionales Alianza, Firpo, FAS y Águila, en los que la entrada se ofrecerá en modalidad 2x1. 
Además, como parte de su estrategia de mercadeo y experiencia para el aficionado, se lanzará la iniciativa denominada “Noches del Inter”, la cual incluirá conciertos, festivales gastronómicos, zonas interactivas y otras actividades recreativas antes y después de cada encuentro.
Asimismo, el club desarrollará un amplio proyecto formativo que incluye escuelas de fútbol a nivel nacional, orientadas a la detección y desarrollo de talento desde edades tempranas. Contará además con  equipos en las categorías Sub-8, Sub-10, Sub-13, Sub-15, Sub-17 y Sub-20, garantizando un proceso integral de formación futbolística. Como parte de su compromiso con la inclusión y el crecimiento del deporte, el Inter FA también implementará una academia de fútbol femenino.